# نقش‌مایه ارچین در معماری
ارچین یا اورچین، در فرهنگ دهخدا و در معنای لغوی، به پایه نردبان، راه پله، یا اوریب چین (اوریب چینی) تعبیر شده‌است. در تبارشناسی هنر و معماری ایرانی، کهن الگوی اورچین، پلی میان هنرهای تجسمی و معماری به‌شمار می‌آید. نقش مایه ارچین داری الگویی مثلثی یا مخروطی است، که به صورت پلکانی از قائده بالا می‌رود و کلیت فرم را می‌سازد.

## تبارشناسی
در فرهنگ ایرانی از گذشته تاکنون، پیوند عمیقی میان هنرهای تجسمی و معماری وجود داشته‌است. در حقیقت در بسیاری از آثار به جا مانده باستان و معاصر، الگویی یکپارچه یا نقش مایه ای واحد در بطن آثار یافت می‌شود که مظاهری چند گانه در هنر و معماری از خود بروز داده‌اند. یکی از بارزترین مثال‌ها از این دست کهن الگوها، نقش مایه ارچین است. این نقش مایه سبب خلق انواع خاصی از گنبدها با اشکال متفاوت در معماری ست. و در اصطلاح بنایی، به آنها گنبد ارچین یا اورچین اطلاق می‌گردد.
گنبد اورچین از لحاظ ریخت‌شناسی، شبیه به گنبد رک مخروطی ست، ولی لایه روین آن فرم پلکانی یافته‌است. این گنبد بنابر ملاحضات اقلیمی در مناطق جنوبی ایران یافت می‌شود و بنابر کاربری عمده آن به عنوان مقبره، با الهام از معماری زیگوراتها به خصوص زیگورت چغازنبیل شکل گرفته‌است. این گنبد به نام‌های گنبد پلکانی یا مُضَرَس نیز شناخته می‌شود و در انگلیسی با نام "Pineapple Dome" یا گنبد آناناسی نامگذاری گردیده‌است. تبارشناسی این فرم از گنبد فقط در منطق جنوب و جنوب غربی ایران و قسمت‌هایی از عراق یافت می‌شود و کاربری آن در بنای انواعی از مقابر به کار رفته‌است، و نوعی فرم گنبدی منحصر به فرد و نادر به حساب می‌آید.

## ریخت‌شناسی ارچین
گنبد اورچین (ارچین) یا گنبد پلکانی یکی از فرم‌های معماری ست که در ساخت آن از فرم‌های طبیعی و اشکال موجود در طبیعت الهام گرفته شده‌است، و به نوعی در رده سبک معماری بایونیک کنونی قرار می‌گیرد. هندسه گنبد اورچین در برخی بناهای نظیر دوگنبدان کوخرد، فرم فرکتالی با قاعده کوکبی یافته‌است که از تکرار طبقات و دوران آنها حول محور اصلی شکل گرفته‌است، بدین سبب به نحوی از ریخت‌شناسی هندسه فرکتال و معماری فرکتال نیز پیروی می‌کند. طبقات این گنبد هم شکل بوده ولی در مقیاس متفاوتند، به گونه ای که هر چه ارتفاع گنبد بالاتر می‌رود و به طبقات اضافه می‌گردد، طبقه بالاتر از لحاظ مقیاس کوچکتر می‌گردد. بنابر نتایج سلسله ایی تحقیقات، ویژگی‌های هندسی گنبد اورچین، به‌طور عمده در قیاس شکلی، با تشابه به ویژگی‌های هندسه فرکتال حکایت می‌کند. فرکتال یا برخال، شکل‌های هندسی نا اقلیدسی نامتعارف، نامنظم و در عین نظمی هستند که مهم‌ترین ویژگی آن‌ها خود متشابهی آن هاست. این ویژگی‌ها در هندسه بناهای اسلامی به صورت تصادفی حاصل نگردیده‌است؛ چرا که هنرمندان اسلامی علاوه بر برخورداری از دانش ریاضی، همواره از طبیعت به عنوان منبع الهام اصلی بهره گرفته‌اند. این امر دلالت بر آن دارد که در گذشته، هنرمندان به خوبی از ابعاد گسترده ویژگی‌های طرح‌های هندسی آگاه بوده و از این نظر پانصد سال پیش از همتایان معماری غربی از ویژگی‌های غیراقلیدسی در طرح‌ها بهره گرفته‌اند.

## نمونه‌های موردی
معروف‌ترین این نوع گنبد، متعلق به آرامگاه دانیال نبی در شوش است. از دیگر ابنیه ای که دارای گنبد اورچین هستند، می‌توان از مقبره حضرت سربند و بقعه یعقوب لیث در دزفول، امامزاده عبدالله در شوشتر، امامزاده جعفر در بروجرد، امامزاده میرمحمد در جزیره خارک، بقعه سید صلاح الدین محمد در آبدانان (استان ایلام) و همپنین گنبد سلطان زبیده و آرامگاه عمر سهروردی در بغداد نام برد.